# روابط بلاروس و مالزی
روابط بلاروس و مالزی (انگلیسی: Belarus–Malaysia relations)، روابط دیپلماتیک بین دو کشور در سال ۱۹۹۲ برقرار شد. هیچ‌کدام از این کشورها دارای سفیر مقیم در کشور مقابل نیست. سفارت بلاروس در جاکارتا به عنوان سفارت مالزی هم به فعالیت می‌پردازد. هر دو کشور عضو جنبش عدم تعهد هستند.

## تاریخچه
روابط میان دو کشور در روز ۵ مارس ۱۹۹۲ برقرار شد و این روابط بیشتر بر روی همکاری اقتصادی متمرکز است.